# IC 675
IC 675 је двојна звијезда у сазвјежђу Лав која се налази на листи објеката дубоког неба у Индекс каталогу.
Деклинација објекта је + 3° 35' 41" а ректасцензија 11h 10m 57,4s.